# Emlain Kabua
Emlain Kudo Kabua (geb. 28. Februar 1928; gest. 11. April 2023) war eine Prominente und Künstlerin auf den Marshallinseln. Als Frau von Präsident Amata Kabua war sie auch die erste First Lady der Marshallinseln (1979–1996), und die Mutter von Präsident David Kabua.

## Leben

Die Flagge der Marshallinseln, entworfen von Kabua.

Kabua war die Designerin der Flagge der Marshallinseln.
Kabua verstarb am 11. April 2023 im Alter von 95 Jahren.